# Anahita Ratebzad
Anahita Ratebzad (Guldara, provincia de Kabul, octubre de 1931 − 7 de septiembre de 2014) fue una política afgana del antiguo Partido Democrático Popular de Afganistán (PDPA) y ministra del gobierno de la República Democrática de Afganistán. Fue una de las primeras médicas afganas, una de las primeras diputadas del Parlamento y la primera mujer afgana en desempeñar un papel activo en el gobierno de su país.

## Primeros años
Nació en Guldara, en la provincia de Kabul. Asistió al Liceo Malalai en Kabul, recibió una licenciatura en enfermería de la Escuela de Enfermería de Chicago y su doctorado médico en la Universidad de Kabul.
Ratebzad se involucró en la política izquierdista y fue una de las fundadoras del PDPA. Junto a Khadija Ahrari, Masuma Esmati Wardak y Roqia Abubakr se convirtió en una de las primeras cuatro mujeres elegidas al Parlamento afgano en 1965.
Su exmarido, el doctor Qamaruddin Kakar, solía ser el médico personal de Zahir Shah, el rey de Afganistán.

## En el gobierno
Con el triunfo de la Revolución de abril de 1978, Ratebzad dirigió el flamante Consejo General de Mujeres y fue designada Ministra de Asuntos Sociales, luego Embajadora en Yugoslavia (a causa de las luchas internas del PDPA) y finalmente Ministra de Educación.
Ella escribió el famoso editorial del New Kabul Times del 28 de mayo de 1978 donde afirmaba:

«Los privilegios que las mujeres, por derecho, deben tener, son: igualdad en la educación, trabajo seguro, servicios de salud y tiempo libre para criar una generación sana para construir el futuro del país... Educar y esclarecer a las mujeres es ahora una prioridad gubernamental.»

Ratebzad dijo a comienzos de 1980, sobre los resultados de los planes educativos elaborados desde los días del gobierno de Nur Mohammad Taraki (en los que se buscaba alfabetizar 800.000 personas en un año):

«Menos de la mitad de los ciudadanos de la cantidad prevista es el número real conseguido en esta primera experiencia. La escolarización obligatoria para los niños de más de siete años tampoco ha sido efectiva. A la falta vital de escuelas, locales y profesorado se han añadido las tradiciones familiares. Por ejemplo, los maridos se oponen a que sus mujeres aprendan a leer y a escribir. Nuestro plan era de que, en cinco años, dos millones y medio de niños, en edades comprendidas entre los ocho y los catorce años, y cinco millones y medio de adultos, entre los quince y los cincuenta, tuvieran la mínima instrucción. Es una utopía.»

Debido a estos problemas surgidos del atraso del país, no se pudo alfabetizar a toda la población, pero se mejoró notablemente la situación con respecto a regímenes anteriores.
Amiga íntima del presidente Babrak Karmal desde antes de la fundación del PDPA, fue vicepresidenta del Consejo Revolucionario de la República Democrática de Afganistán y parte del Politburó del Partido (ambos cargos entre 1980-1986). También fue presidenta de la Organización Democrática de Mujeres Afganas y de la Sociedad de Amistad Afgano-Soviética.

## Exilio
Cuando Karmal fue sustituido por Mohammad Najibullah, Ratebzad acompañó a su amigo a Moscú, donde residió hasta 1989. Ese año regresó a Afganistán, de donde partió definitivamente en 1992, cuando los muyahidines tomaron el poder.
Se estableció en la ciudad alemana de Dortmund, donde falleció en septiembre de 2014 a los 82 años de edad.